# Polygala rehmannii
Polygala rehmannii är en jungfrulinsväxtart som beskrevs av Chod.. Polygala rehmannii ingår i släktet jungfrulinssläktet, och familjen jungfrulinsväxter. Inga underarter finns listade i Catalogue of Life.